# Озертицы
Озе́ртицы (фин. Oseritsa) — деревня в Рабитицком сельском поселении Волосовского района Ленинградской области.

## История
Впервые упоминается в Писцовой книге Водской пятины 1500 года как сельцо Озерца в Покровском Озерецком погосте, давшее имя погосту.
На карте Ингерманландии А. И. Бергенгейма, составленной по шведским материалам 1676 года, она обозначена как деревня Osererits.
На шведской «Генеральной карте провинции Ингерманландии» 1704 года — как Oseritz.
Как деревня Озерицы она обозначена на «Географическом чертеже Ижорской земли» Адриана Шонбека 1705 года.
Деревня Озертицы упоминается на карте Санкт-Петербургской губернии Я. Ф. Шмидта 1770 года.
На карте Санкт-Петербургской губернии Ф. Ф. Шуберта 1834 года она обозначена как деревня Озертицы, состоящая из 51 крестьянского двора.

ОЗЕРИЩИ — деревня принадлежит Логиновой, подполковнице, число жителей по ревизии: 125 м. п., 134 ж. п. (1838 год)

На этнографической карте Санкт-Петербургской губернии П. И. Кёппена 1849 года она обозначена как деревня «Oseritz», расположенная в ареале расселения савакотов. В пояснительном тексте к этнографической карте она записана как деревня Oseritz (Озерищи, Озеритцы) и указано количество её жителей на 1848 год: савакотов — 72 м. п., 81 ж. п., всего 153 человека, русских — 84 человека.
Согласно карте профессора С. С. Куторги 1852 года деревня называлась Озертицы и состояла из 51 двора.

ОЗЕРТИЦЫ — деревня господ Хитрово, по просёлочной дороге, число дворов — 51, число душ — 105 м. п. (1856 год)

ОЗЕРТИЦЫ — деревня владельческая при колодце, по правую сторону просёлочной дороги от с. Рожествена к казённой Изварской лесной даче, число дворов — 42, число жителей: 102 м. п., 111 ж. п. (1862 год)

В 1868—1869 годах временнообязанные крестьяне деревни выкупили свои земельные наделы у К. П. Веймарн и стали собственниками земли.
В 1882 году в деревне проживало 55 питомцев Воспитательного дома (23 % всего населения).

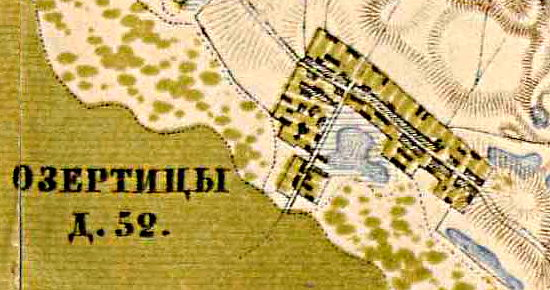
План деревни Озертицы. 1885 год

В 1885 году деревня насчитывала 52 двора.
В конце XIX — начале XX века Озертицы административно относились к Сосницкой волости 2-го стана Царскосельского уезда Санкт-Петербургской губернии. Население деревни было смешанным — финско-русским.
В 1904 году на хуторах близ деревни проживали 102 эстонских переселенца.
К 1913 году количество дворов в деревне уменьшилось до 49.
С 1917 по 1922 год деревня Озертицы входила в состав Озертицкого сельсовета Сосницкой волости Детскосельского уезда.
С 1922 года в составе Запольского сельсовета.
С 1923 года в составе Троцкого уезда.
С 1926 года вновь в составе Озертицкого сельсовета. Согласно данным переписи населения СССР 1926 года в деревне Озертицы проживал 281 человек — русские и финны, а также эстонцы.
С 1927 года в составе Волосовского района.
С 1928 года в составе Запольского сельсовета.

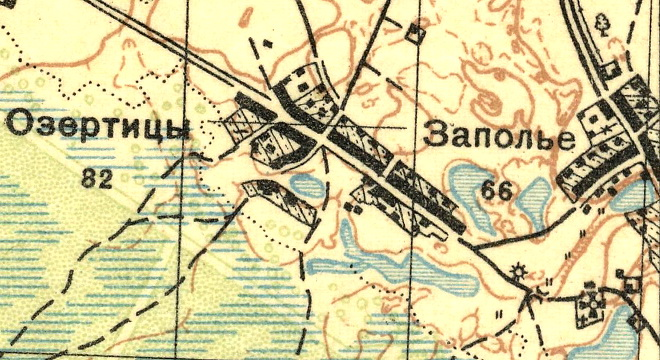
План деревни Озертицы. 1930 год

Согласно топографической карте 1930 года деревня насчитывала 82 двора.
По данным 1933 года деревня Озертицы входила в состав Запольского сельсовета Волосовского района.
C 1 августа 1941 года по 31 декабря 1943 года деревня находилась в оккупации.
С 1954 года в составе Волосовского сельсовета.
С 1963 года в составе Кингисеппского района.
С 1965 года вновь в составе Волосовского района. В 1965 году население деревни Озертицы составляло 105 человек.
По данным 1966 и 1973 годов деревня Озертицы также находилась в составе Волосовского сельсовета.
По данным 1990 года деревня Озертицы находилась в составе Изварского сельсовета.
В 1997 году в деревне Озертицы проживали 30 человек, деревня относилась к Изварской волости, в 2002 году — 62 человека (русские — 87 %), в 2007 году — 49 человек.
В мае 2019 года Изварское сельское поселение вошло в состав в Рабитицкого сельского поселения.

## География
Деревня расположена в восточной части района близ автодороги 41К-013 (Жабино — Вересть).
Расстояние до административного центра поселения — 4 км.
Расстояние до ближайшей железнодорожной станции Волосово — 7 км.
В деревне находится озеро Грызовское и ещё несколько мелких озёр.

## Демография
| 1862 | 2002 | 2007 | 2010 | 2017 |
| ---- | ---- | ---- | ---- | ---- |
| 213  | ↘62  | ↘49  | ↗53  | ↗62  |

### Национальный состав
Согласно данным Всероссийской переписи населения 2021 года в деревне проживали 47 человек, из них:
 русские — 46, один человек национальность не указал.

## Улицы
Заозёрная.